# (3801) Trasimedes
(3801) Trasimedes es un asteroide que forma parte de los asteroides troyanos de Júpiter y fue descubierto por el equipo del Spacewatch el 6 de noviembre de 1985 desde el Observatorio Nacional de Kitt Peak, Estados Unidos.

## Designación y nombre
Trasimedes recibió al principio la designación de 1985 VS.
Posteriormente, en 1988, se nombró por Trasimedes, un personaje de la mitología griega.

## Características orbitales
Trasimedes orbita a una distancia media del Sol de 5,324 ua, pudiendo alejarse hasta 5,444 ua y acercarse hasta 5,204 ua. Tiene una excentricidad de 0,02247 y una inclinación orbital de 28,5 grados. Emplea 4487 días en completar una órbita alrededor del Sol.

## Características físicas
La magnitud absoluta de Trasimedes es 11 y el periodo de rotación de 9,6 horas.